# Orehovica, Zagorje ob Savi
Orehovica je naselje v Občini Zagorje ob Savi, ki stoji ob glavni cesti proti Trojanam.              
Večina prebivalcev se ukvarja s kmetijstvom, nekateri pa so zaposleni v tovarni EtI na Izlakah. Otroci obiskujejo osnovno šolo na Izlakah.
Ob robu ceste je na severni strani vasi intimen spomenik žrtvam nemške okupacije. Avtor spomenika je arhitekt Anton Bitenc, leseno skulpturo je oblikoval rezbar Jože Lapuh.